# 1989 у кіно

## Фільми
- Бархан
- Бетмен
- Важко бути богом
- Відьмина служба доставки
- Двоє на голій землі
- Життя за лімітом
- Засуджений
- І стало світло
- Ліцензія на вбивство

### УРСР
- В далеку дорогу
- Гори димлять
- Камінна душа

## Персоналії

### Народилися
- 3 березня — Саманта Скаффіді, американська акторка.

- 26 липня — Полін Етьєн, бельгійська акторка.

### Померли
- 9 січня — Гриценко Лілія Олімпіївна, радянська акторка театру та кіно, оперна співачка.
- 13 січня — Джо Спінелл, американський актор.
- 2 лютого — Богатирьов Юрій Георгійович, радянський актор театру і кіно.
- 6 лютого — Андре Каятт, французький кінорежисер та сценарист (нар. 1909).
- 22 лютого:
  - Кошеверова Надія Миколаївна, радянська кінорежисерка-казкарка.
  - Петренко Василь Васильович, український актор.
- 16 березня — Герасимов Олексій Олександрович, український кінооператор.
- 29 березня — Бернар Бліє, французький актор, батько кінорежисера Бертрана Бліє.
- 5 квітня — Карел Земан, чехословацький кінорежисер, аніматор та сценарист (нар. 1910).
- 10 квітня — Гринько Микола Григорович, український кіноактор та телеактор (нар. 1920).
- 26 квітня — Люсіль Болл, американська комедійна теле- та кіноакторка, співачка, модель, комікеса, телепродюсерка.
- 2 травня — Каверін Веніамін Олександрович, російський радянський письменник і сценарист (нар. 1902).
- 5 травня — Діхтяр Олександр Соломонович, радянський російський художник-постановник кіно.
- 30 червня — Ростислав Плятт, радянський актор театру і кіно, Народний артист СРСР (нар. 1908).
- 6 липня — Жан Буїз, французький кіноактор.
- 11 липня — Лоуренс Олів'є, британський актор театру та кіно, режисер, продюсер.
- 28 липня — Байрон Мансон, американський актор.
- 12 вересня — Скулме Валентин, латвійський актор.
- 24 вересня — Леонідов Юрій Леонідович, російський радянський актор.
- 1 жовтня — Вокач Олександр Андрійович, радянський актор театру та кіно (нар. 1926).
- 5 жовтня — Ноель-Ноель, французький актор, сценарист (нар.1897).
- 6 жовтня — Бетті Девіс, американська акторка театру, кіно та телебачення.
- 13 жовтня — Чезаре Дзаваттіні, італійський кіносценарист, режисер, теоретик кіно.
- 20 жовтня — Лазарєв Григорій Митрофанович, радянський, український актор.
- 29 жовтня — Солнцева Юлія Іполитівна, кіноакторка і кінорежисерка.
- 10 листопада — Герасимов Володимир Іванович, радянський кінорежисер, сценарист.
- 20 листопада — Лінн Барі, американська акторка.
- 27 листопада — Норма Ніколс, американська акторка.
- 29 листопада — Шахбазян Сурен Варткесович, радянський, український кінооператор, кінорежисер.
- 7 грудня — Вадим Спиридонов, радянський кіноактор, кінорежисер, Заслужений артист РРФСР.
- 14 грудня — Антс Ескола, естонський і радянський актор та співак.
- 16 грудня — Сільвана Мангано, італійська акторка.